# تزکونه
تزکونه (به ایتالیایی: Zeccone) یک کومونه در ایتالیا است که در استان پاویا واقع شده‌است. تزکونه ۵٫۵ کیلومتر مربع مساحت و ۱٬۶۸۶ نفر جمعیت دارد و ۸۶ متر بالاتر از سطح دریا واقع شده‌است.